# Innozenz Stangl
Innozenz „Inno” Stangl (ur. 11 marca 1911 w Jesenwang, zm. 23 marca 1991 tamże) – niemiecki gimnastyk, mistrz olimpijski z Berlina (1936).
Innozenz Stangl wystąpił tylko raz na igrzyskach olimpijskich. Były to zawody w Berlinie w 1936 roku, gdzie wystartował w ośmiu konkurencjach. Najlepszy wynik osiągnął w wieloboju drużynowym, zdobywając wraz z kolegami z reprezentacji złoty medal. Indywidualnie najwyższe miejsce osiągnął w ćwiczeniach na drążku, gdzie uplasował się na czwartej pozycji. W pozostałych zmaganiach nie zbliżył się do tego wyniku (najwyższe 19. miejsce zajął w skoku przez konia). Jego brat Johann również uprawiał gimnastykę (na tych samych igrzyskach był zawodnikiem rezerwowym).
Stangl był mistrzem Niemiec w wieloboju (1947) i dwukrotnym wicemistrzem (1937, 1948).
W czasie II wojny światowej został członkiem NSDAP i SA. Do czasu, gdy wcielono go do Wehrmachtu, pracował jako nauczyciel wychowania fizycznego. W 1945 roku schwytany przez Amerykanów, a potem przez Rosjan. Uciekł jednak do Czechosłowacji i dotarł pieszo do swojego domu. Po zakończeniu wojny kontynuował pracę nauczyciela wychowania fizycznego.